# Danh sách tập phim Ngày Xửa Ngày Xưa
Ngày Xửa Ngày Xưa là một bộ phim kịch cổ tích Mỹ được tạo ra bởi hai tác giả của Tron: Legacy (Trò chơi Ảo giác) và Mất tích, Edward Kitsis và Adam Horowitz. Chương trình bắt đầu phát sóng trên kênh ABC. Loạt phim xoay quanh câu chuyện của nữ trinh thám Emma Swan cùng con trai của cô Henry trong quá trình khám phá một thị trấn ở New England, tên là Storybrooke, tiểu bang Maine, miền Đông Bắc Hoa Kỳ, thực sự là vết tích của một thế giới song song bị nguyền rủa bởi Hoàng hậu Độc ác/Regina Mills từ câu chuyện cổ tích Bạch Tuyết và mọi nhân vật đến từ thế giới cổ tích không có ký ức về họ là ai, bao gồm cả bố mẹ của nữ trinh thám, Bạch Tuyết/Mary Margaret và Hoàng tử Quyến Rũ/David Nolan, những người gửi cô đến thế giới này để cô có thể cứu thế giới của họ và phá vỡ lời nguyền.

## Tập phim

### Mùa 1
| Tập | Tập(Theo mùa) | Tiêu đề                        | Đạo diễn              | Biên kịch                                                              | Lên sóng          | Số người xem(triệu) |
| --- | ------------- | ------------------------------ | --------------------- | ---------------------------------------------------------------------- | ----------------- | ------------------- |
| 1   | 1             | "Pilot"                        | Mark Mylod            | Edward Kitsis & Adam Horowitz                                          | Tháng 10 23, 2011 | 12.93[11]           |
| 2   | 2             | "The Thing You Love Most"      | Greg Beeman           | Edward Kitsis & Adam Horowitz                                          | Tháng 10 30, 2011 | 11.74[12]           |
| 3   | 3             | "Snow Falls"                   | Dean White            | Liz Tigelaar                                                           | Tháng 11 6, 2011  | 11.45[13]           |
| 4   | 4             | "The Price of Gold"            | David Solomon         | David H. Goodman                                                       | Tháng 11 13, 2011 | 11.36[14]           |
| 5   | 5             | "That Still Small Voice"       | Paul Edwards          | Jane Espenson                                                          | Tháng 11 27, 2011 | 10.69[15]           |
| 6   | 6             | "The Shepherd"                 | Victor Nelli          | Andrew Chambliss & Ian Goldberg                                        | Tháng 12 4, 2011  | 9.66[16]            |
| 7   | 7             | "The Heart Is a Lonely Hunter" | David M. Barrett      | Edward Kitsis & Adam Horowitz                                          | Tháng 12 11, 2011 | 8.92[17]            |
| 8   | 8             | "Desperate Souls"              | Michael Waxman        | Jane Espenson                                                          | Tháng 1 8, 2012   | 10.35[18]           |
| 9   | 9             | "True North"                   | Dean White            | David H. Goodman & Liz Tigelaar                                        | Tháng 1 15, 2012  | 9.83[19]            |
| 10  | 10            | "7:15 A.M."                    | Ralph Hemecker        | Story by: Edward Kitsis & Adam Horowitz Teleplay by: Daniel T. Thomsen | Tháng 1 22, 2012  | 9.33[20]            |
| 11  | 11            | "Fruit of the Poisonous Tree"  | Bryan Spicer          | Ian Goldberg & Andrew Chambliss                                        | Tháng 1 29, 2012  | 10.91[21]           |
| 12  | 12            | "Skin Deep"                    | Milan Cheylov         | Jane Espenson                                                          | Tháng 2 12, 2012  | 8.65[22]            |
| 13  | 13            | "What Happened to Frederick"   | Dean White            | David H. Goodman                                                       | Tháng 2 19, 2012  | 9.84[23]            |
| 14  | 14            | "Dreamy"                       | David Solomon         | Edward Kitsis & Adam Horowitz                                          | Tháng 3 4, 2012   | 10.67[24]           |
| 15  | 15            | "Red-Handed"                   | Ron Underwood         | Jane Espenson                                                          | Tháng 3 11, 2012  | 9.29[25]            |
| 16  | 16            | "Heart of Darkness"            | Dean White            | Andrew Chambliss & Ian Goldberg                                        | Tháng 3 18, 2012  | 8.69[26]            |
| 17  | 17            | "Hat Trick"                    | Ralph Hemecker        | Vladimir Cvetko & David H. Goodman                                     | Tháng 3 25, 2012  | 8.82[27]            |
| 18  | 18            | "The Stable Boy"               | Dean White            | Edward Kitsis & Adam Horowitz                                          | Tháng 4 1, 2012   | 8.36[28]            |
| 19  | 19            | "The Return"                   | Paul Edwards          | Jane Espenson                                                          | Tháng 4 22, 2012  | 9.08[29]            |
| 20  | 20            | "The Stranger"                 | Gwyneth Horder-Payton | Ian Goldberg & Andrew Chambliss                                        | Tháng 4 29, 2012  | 9.20[30]            |
| 21  | 21            | "An Apple Red as Blood"        | Milan Cheylov         | Jane Espenson & David H. Goodman                                       | Tháng 5 6, 2012   | 8.95[31]            |
| 22  | 22            | "A Land Without Magic"         | Dean White            | Edward Kitsis & Adam Horowitz                                          | Tháng 5 13, 2012  | 9.66[32]            |

### Mùa 2 (2012–13)
| Tập | Tập(Theo mùa) | Tiêu đề                        | Đạo diễn              | Biên kịch                            | Lên sóng          | Số người xem (triệu) |
| --- | ------------- | ------------------------------ | --------------------- | ------------------------------------ | ----------------- | -------------------- |
| 23  | 1             | "Broken"                       | Ralph Hemecker        | Edward Kitsis & Adam Horowitz        | Tháng 9 30, 2012  | 11.36[33]            |
| 24  | 2             | "We Are Both"                  | Dean White            | Jane Espenson                        | Tháng 10 7, 2012  | 9.84[34]             |
| 25  | 3             | "Lady of the Lake"             | Milan Cheylov         | Andrew Chambliss & Ian Goldberg      | Tháng 10 14, 2012 | 9.45[35]             |
| 26  | 4             | "The Crocodile"                | David Solomon         | David H. Goodman & Robert Hull       | Tháng 10 21, 2012 | 9.89[36]             |
| 27  | 5             | "The Doctor"                   | Paul Edwards          | Edward Kitsis & Adam Horowitz        | Tháng 10 28, 2012 | 9.85[37]             |
| 28  | 6             | "Tallahassee"                  | David M. Barrett      | Christine Boylan & Jane Espenson     | Tháng 11 4, 2012  | 10.15[38]            |
| 29  | 7             | "Child of the Moon"            | Anthony Hemingway     | Ian Goldberg & Andrew Chambliss      | Tháng 11 11, 2012 | 8.75[39]             |
| 30  | 8             | "Into the Deep"                | Ron Underwood         | Kalinda Vazquez & Daniel T. Thomsen  | Tháng 11 25, 2012 | 8.82[40]             |
| 31  | 9             | "Queen of Hearts"              | Ralph Hemecker        | Edward Kitsis & Adam Horowitz        | Tháng 12 2, 2012  | 9.10[41]             |
| 32  | 10            | "The Cricket Game"             | Dean White            | David H. Goodman & Robert Hull       | Tháng 1 6, 2013   | 9.10[42]             |
| 33  | 11            | "The Outsider"                 | David Solomon         | Andrew Chambliss & Ian Goldberg      | Tháng 1 13, 2013  | 8.24[43]             |
| 34  | 12            | "In the Name of the Brother"   | Milan Cheylov         | Jane Espenson                        | Tháng 1 20, 2013  | 7.68[44]             |
| 35  | 13            | "Tiny"                         | Guy Ferland           | Christine Boylan & Kalinda Vazquez   | Tháng 2 10, 2013  | 7.08[45]             |
| 36  | 14            | "Manhattan"                    | Dean White            | Edward Kitsis & Adam Horowitz        | Tháng 2 17, 2013  | 7.61[46]             |
| 37  | 15            | "The Queen Is Dead"            | Gwyneth Horder-Payton | Daniel T. Thomsen & David H. Goodman | Tháng 3 3, 2013   | 7.39[47]             |
| 38  | 16            | "The Miller's Daughter"        | Ralph Hemecker        | Jane Espenson                        | Tháng 3 10, 2013  | 7.64[48]             |
| 39  | 17            | "Welcome to Storybrooke"       | Dave Barrett          | Ian Goldberg & Andrew Chambliss      | Tháng 3 17, 2013  | 7.45[49]             |
| 40  | 18            | "Selfless, Brave and True"     | Ralph Hemecker        | Robert Hull & Kalinda Vazquez        | Tháng 3 24, 2013  | 7.38[50]             |
| 41  | 19            | "Lacey"                        | Milan Cheylov         | Edward Kitsis & Adam Horowitz        | Tháng 4 21, 2013  | 7.37[51]             |
| 42  | 20            | "The Evil Queen"               | Gwyneth Horder-Payton | Jane Espenson & Christine Boylan     | Tháng 4 28, 2013  | 7.16[52]             |
| 43  | 21            | "Second Star to the Right"     | Ralph Hemecker        | Andrew Chambliss & Ian Goldberg      | Tháng 5 5, 2013   | 7.50[53]             |
| 44  | 22            | "And Straight On 'til Morning" | Dean White            | Edward Kitsis & Adam Horowitz        | Tháng 5 12, 2013  | 7.33[54]             |

### Mùa 3 (2013–14)[edit]
| Tập | Tập(Theo mùa) | Tiêu đề                            | Đạo diễn              | Biên kịch                            | Lên sóng          | Số người xem (triệu) |
| --- | ------------- | ---------------------------------- | --------------------- | ------------------------------------ | ----------------- | -------------------- |
| 45  | 1             | "The Heart of the Truest Believer" | Ralph Hemecker        | Edward Kitsis & Adam Horowitz        | Tháng 9 29, 2013  | 8.52[55]             |
| 46  | 2             | "Lost Girl"                        | Ron Underwood         | Andrew Chambliss & Kalinda Vazquez   | Tháng 10 6, 2013  | 8.00[56]             |
| 47  | 3             | "Quite a Common Fairy"             | Alex Zakrzewski       | Jane Espenson                        | Tháng 10 13, 2013 | 7.53[57]             |
| 48  | 4             | "Nasty Habits"                     | David Boyd            | David H. Goodman & Robert Hull       | Tháng 10 20, 2013 | 7.05[58]             |
| 49  | 5             | "Good Form"                        | Jon Amiel             | Christine Boylan & Daniel T. Thomsen | Tháng 10 27, 2013 | 7.23[59]             |
| 50  | 6             | "Ariel"                            | Ciaran Donnelly       | Edward Kitsis & Adam Horowitz        | Tháng 11 3, 2013  | 7.55[60]             |
| 51  | 7             | "Dark Hollow"                      | Guy Ferland           | Kalinda Vazquez & Andrew Chambliss   | Tháng 11 10, 2013 | 6.71[61]             |
| 52  | 8             | "Think Lovely Thoughts"            | David Solomon         | David H. Goodman & Robert Hull       | Tháng 11 17, 2013 | 6.66[62]             |
| 53  | 9             | "Save Henry"                       | Andy Goddard          | Christine Boylan & Daniel T. Thomsen | Tháng 12 1, 2013  | 6.64[63]             |
| 54  | 10            | "The New Neverland"                | Ron Underwood         | Andrew Chambliss                     | Tháng 12 8, 2013  | 6.94[64]             |
| 55  | 11            | "Going Home"                       | Ralph Hemecker        | Edward Kitsis & Adam Horowitz        | Tháng 12 15, 2013 | 6.44[65]             |
| 56  | 12            | "New York City Serenade"           | Billy Gierhart        | Edward Kitsis & Adam Horowitz        | Tháng 3 9, 2014   | 7.66[66]             |
| 57  | 13            | "Witch Hunt"                       | Guy Ferland           | Jane Espenson                        | Tháng 3 16, 2014  | 7.75[67]             |
| 58  | 14            | "The Tower"                        | Ralph Hemecker        | Robert Hull                          | Tháng 3 23, 2014  | 6.91[68]             |
| 59  | 15            | "Quiet Minds"                      | Eagle Egilsson        | Kalinda Vazquez                      | Tháng 3 30, 2014  | 6.64[69]             |
| 60  | 16            | "It's Not Easy Being Green"        | Mario Van Peebles     | Andrew Chambliss                     | Tháng 4 6, 2014   | 7.26[70]             |
| 61  | 17            | "The Jolly Roger"                  | Ernest Dickerson      | David H. Goodman                     | Tháng 4 13, 2014  | 6.50[71]             |
| 62  | 18            | "Bleeding Through"                 | Romeo Tirone          | Jane Espenson & Daniel T. Thomsen    | Tháng 4 20, 2014  | 5.95[72]             |
| 63  | 19            | "A Curious Thing"                  | Ralph Hemecker        | Edward Kitsis & Adam Horowitz        | Tháng 4 27, 2014  | 7.34[73]             |
| 64  | 20            | "Kansas"                           | Gwyneth Horder-Payton | Andrew Chambliss & Kalinda Vazquez   | Tháng 5 4, 2014   | 6.86[74]             |
| 65  | 21            | "Snow Drifts"                      | Ron Underwood         | David H. Goodman & Robert Hull       | Tháng 5 11, 2014  | 6.80[75]             |
| 66  | 22            | "There's No Place Like Home"       | Ralph Hemecker        | Edward Kitsis & Adam Horowitz        | Tháng 5 11, 2014  | 6.80[75]             |

### Mùa 4 (2014-2015)
| Tập theo series | Tập | Tiêu đề                             | Đạo diễn              | Biên kịch                          | Phát sóng  | Số người xem (triệu) |
| --------------- | --- | ----------------------------------- | --------------------- | ---------------------------------- | ---------- | -------------------- |
| 67              | 1   | "A Tale of Two Sisters"             | Ralph Hemecker        | Edward Kitsis & Adam Horowitz      | 28/9/2014  | 9.47[1]              |
| 68              | 2   | "White Out"                         | Ron Underwood         | Jane Espenson                      | 5/10/2014  | 8.78[2]              |
| 69              | 3   | "Rocky Road"                        | Morgan Beggs          | David H. Goodman & Jerome Schwartz | 12/10/2014 | 7.92[3]              |
| 70              | 4   | "The Apprentice"                    | Ralph Hemecker        | Andrew Chambliss & Dana Horgan     | `9/10/2014 | 8.07[4]              |
| 71              | 5   | "Breaking Glass"                    | Alrick Riley          | Kalinda Vazquez & Scott Nimerfro   | 26/10/2014 | 6.87[5]              |
| 72              | 6   | "Family Business"                   | Mario Van Peebles     | Kalinda Vazquez & Andrew Chambliss | 2/11/2014  | 7.54[6]              |
| 73              | 7   | "The Snow Queen"                    | Billy Gierhart        | Edward Kitsis & Adam Horowitz      | 9/11/2014  | 7.42[7]              |
| 74              | 8   | "Smash the Mirror (Part 1)"[note 1] | Eagle Egilsson        | David H. Goodman & Jerome Schwartz | 16/11/2014 | 6.80[12]             |
| 75              | 9   | "Smash the Mirror (Part 2)"[note 1] | Ralph Hemecker        | David H. Goodman & Jerome Schwartz | 16/11/2014 | 6.80[12]             |
| 76              | 10  | "Fall"                              | Mario Van Peebles     | Jane Espenson                      | 30/11/2014 | 6.43[13]             |
| 77              | 11  | "Shattered Sight"                   | Gwyneth Horder-Payton | Scott Nimerfro & Tze Chun          | 7/12/2014  | 6.20[14]             |
| 78              | 12  | "Heroes and Villains"               | Ralph Hemecker        | Edward Kitsis & Adam Horowitz      | 14/12/2014 | 5.69[15]             |
| 79              | 13  | "Darkness on the Edge of Town"      | Jon Amiel             | Edward Kitsis & Adam Horowitz      | 1/3/2015   | 6.66[16]             |
| 80              | 14  | "Unforgiven"[17]                    | Adam Horowitz         | Andrew Chambliss & Kalinda Vazquez | 8/3/2015   | 6.72                 |
| 81              | 15  | "Enter the Dragon"[19]              | Ralph Hemecker        | David H. Goodman & Jerome Schwartz | 15/3/2015  | 5.88                 |
| 82              | 16  | "Poor Unfortunate Soul"[20]         | Steve Pearlman        | Andrew Chambliss & Dana Hogan      | 22/3/2015  | 5.79                 |
| 83              | 17  | "Best Laid Plans"[21]               | Ron Underwood         | Kalinda Vazquez & Jane Espenson    | 29/3/2015  | 5.48                 |
| 84              | 18  | "Heart of Gold"[22]                 | Billy Gierhart        | Scott Nimerfro & Tze Chun          | 12/04/2015 | 5.17                 |
| 85              | 19  | "Sympathy for the De Vil"[23]       | Romeo Tirone          | David H. Goodman & Jerome Schwartz | 19/04/2015 | 5.12                 |
| 86              | 20  | "Lily"[24]                          | Ralph Hemecker        | Andrew Chambliss & Dana Hogan      | 26/04/2015 | 5.21                 |
| 87              | 21  | Mother                              | Ron Underwood         | Jane Espenson                      | 03/05/2015 | 5.31                 |
| 88              | 22  | Operation Mongoose Part 1           | Romeo Tirone          | Edward Kitsis & Adam Horowitz      | 10/05/2015 |                      |
| 89              | 23  | Operation Mongoose Part 2           | Ralph Hemecker        | Edward Kitsis & Adam Horowitz      | 10/05/2015 |                      |

| Special No. | Tên                           | Narrator           | Phát song giữa 2 tập                                              | Lên sóng         | Số người xem (triệu) |
| ----------- | ----------------------------- | ------------------ | ----------------------------------------------------------------- | ---------------- | -------------------- |
| 1           | "Magic Is Coming"             | Giancarlo Esposito | "A Land Without Magic" "Broken"                                   | Tháng 9 30, 2012 | 6.04[33]             |
| 2           | "The Price of Magic"          | Alan Dale          | "Selfless, Brave and True" "Lacey"                                | Tháng 4 14, 2013 | 5.17[96]             |
| 3           | "Journey to Neverland"        | Alfred Molina      | "And Straight On 'til Morning" "The Heart of the Truest Believer" | Tháng 9 29, 2013 | 5.07[97]             |
| 4           | "Wicked Is Coming"            | Dan Stevens        | "Going Home" "New York City Serenade"                             | Tháng 3 9, 2014  | 4.44[98]             |
| 5           | "Storybrooke Has Frozen Over" | John Rhys-Davies   | "There's No Place Like Home" "A Tale of Two Sisters"              | Tháng 9 28, 2014 | 5.50[99]             |